# Mimolophioides usambaricus
Mimolophioides usambaricus – gatunek chrząszcza z rodziny kózkowatych i podrodziny zgrzypikowych. Jedyny przedstawiciel rodzaju Mimolophioides.

## Zasięg występowania
Gatunek ten występuje w Afryce Wschodniej, notowany w Tanzanii.